# Ligasa
La ligasa (del llatí lligar “pegar”) és un enzim capaç de catalitzar la unió entre dues molècules de gran mida, donant lloc a un nou enllaç químic; generalment, succeeix juntament amb la hidròlisi d'un compost d'alta energia, com l'ATP, que proporciona energia perquè aquesta reacció tingui lloc.
La unió de dues molècules per mitjà de la ligasa és un procés dependent d'energia.

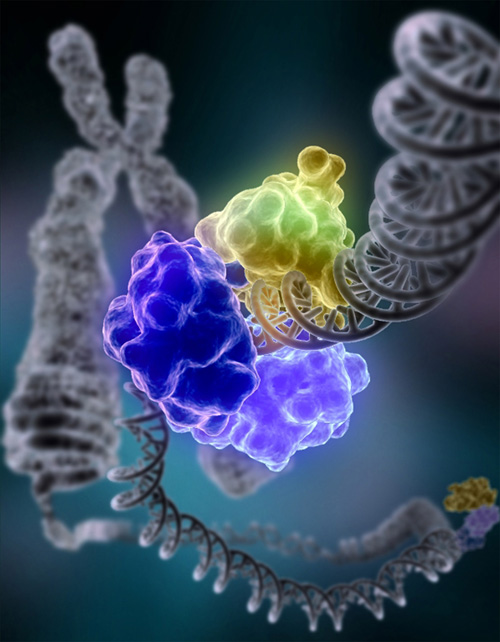
L'ADN ligasa, que a la imatge apareix reparant danys cromosòmics, és un enzim que uneix nucleòtids trencats catalitzant la formació d'un enllaç èster entre nucleòtids entre el nucli fosfat i els nucleòtids desoxiriboses.

## Nomenclatura
El nom comú dels enzims ligasa també inclou la ligasa d'ADN (ADN ligasa), un enzim utilitzat sovint als laboratoris de biologia molecular per a unir fragments d'ADN. Això és degut al fet que l'ADN ligasa uneix dues molècules d'ADN mitjançant un enllaç fosfodièster, i també s'encarrega de formar l'enllaç 3'-5' del final de la cadena d'ADN tant en el cas que l'ADN polimerasa (enzim encarregat d'incorporar nucleòtids a l'extrem 3' de la cadena d'ADN) no pugui formar-lo, com en cas de ruptura d'un sol filament.
Altres noms per a anomenar les ligases són: sintetasa, perquè s'utilitza per a sintetitzar noves molècules, o carboxilasa quan són utilitzades per afegir diòxid de carboni a una molècula.

## Classificació
Les ligasa són classificades com EC6 a l'esquema de classificació d'enzims EC. A la vegada, les ligases es divideixen en sis subclasses:
- EC 6.1 inclou ligases utilitzades per a formar unions oxigen-carboni.
- EC 6.2 ligasa utilitzades per a formar unions del tipus carboni-sulfur.
- EC 6.3 inclou ligases utilitzades per a crear unions del tipus carboni-nitrogen.
- EC 6.4 abasta ligases que formen unions carboni-carboni.
- EC 6.5 inclou ligases que formen èsters fosfòrics.
- EC 6.6 ligasa utilitzades com a unió nitrogen-metall.